# Neighbor-joining
El neighbour joining (unió de veïns) és un mètode d'elaboració d'arbres de dades filogenètiques i s'ha extret de la bioinformàtica.
Aquest mètode està basat sobre els mateixos principis que els mètodes d'anàlisi de grup (cluster analysis), com són el mètode UPGMA (que es basa sobre les distàncies genètiques per a construir un arbre filogenètic). L'única diferència amb el mètode de neighbour joining és que ell té en compte les diferències de velocitat d'evolució entre les diferents branques de l'arbre filogenètic. Aquest mètode proporciona un arbre no polaritzat.
Utilitzat generalment per als arbres de dades basats sobre l'ADN o les seqüències de proteïnes, l'algorisme requereix conèixer la distància entre cada parell de tàxons (per exemple espècies o seqüències) dins l'arbre.